# Le Pontet (Savoie)
Le Pontet település Franciaországban, Savoie megyében. Lakosainak száma 133 fő (2022. január 1.). Le Pontet Bourget-en-Huile, Champ-Laurent, Montendry, Saint-Alban-d'Hurtières és Saint-Georges-d'Hurtières községekkel határos.

## Népesség
A település népességének változása:
| Lakosok száma | 142  | 131  | 130  | 122  | 119  | 117  | 122  | 128  | 133  |
|               | 2013 | 2015 | 2016 | 2017 | 2018 | 2019 | 2020 | 2021 | 2022 |